# Крістіанстад (лен)
Крістіанстад (швед. Kristianstad län) — колишній лен у південній частині Швеції у провінціях Сконе та Галланд. Центром було місто Крістіанстад. 
Лен утворено 1719 року. Скасований 31 грудня 1996 року після об'єднання з леном Мальмегус у теперішній лен Сконе.

## Див. також

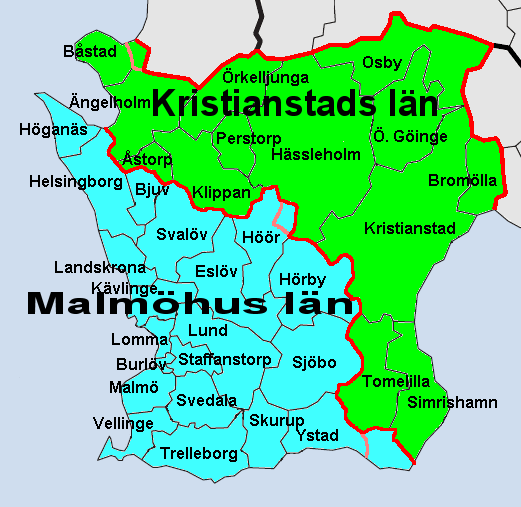
Лен Крістіанстад